# Saint Luke's Tower
La Saint Luke's Tower est un gratte-ciel de Tokyo qui mesure 220,6 m pour 47 étages.
Il a été construit sur le site d'un ancien consulat américain.